# 金学锋
金学锋（1962年4月—），男，湖北罗田人，中华人民共和国政治人物。第十二、十三届全国政协委员。

## 生平
1980年9月到1984年7月，为华中师范大学政治系学生。1984年9月到1987年7月，为武汉大学政治系研究生，获法学硕士学位。1986年5月加入中国共产党。1987年7月到1988年7月，任中共中央统战部经济局对外联络处干部。1988年7月到1991年7月，任中共中央统战部经济局对外联络处副主任科员。1991年7月到1992年9月，任中共中央统战部经济局支边扶贫处副主任科员。1992年9月到1994年5月，任中共中央统战部经济局支边扶贫处主任科员。1994年5月到1996年11月，任中共中央统战部经济局支边扶贫处副处长兼中国光彩事业促进会办公室副主任。1996年11月到1998年3月，任中共中央统战部经济局支边扶贫处处长兼中国光彩事业促进会办公室副主任。
1998年3月到1999年12月，任全国政协秘书长办公室主任、机关党组秘书。1999年12月到2000年6月，任全国政协秘书局副局级秘书兼秘书长办公室主任、机关党组秘书。2000年6月到2002年10月，任全国政协办公厅秘书局副局长、机关党组秘书。2002年10月到2007年4月，任全国政协办公厅秘书局局长（2003年7月兼全国政协党组秘书。2006年3月到2007年1月在中央党校一年制中青年干部培训班学习）。2007年4月到2010年11月，任全国政协办公厅研究室副主任（局级正职）。
2010年11月22日，被任命为西安市人民政府副市长。2012年2月，任中共西安市委常委、宣传部部长。2013年6月，任全国政协外事委员会驻会副主任。2018年11月29日，不再担任第十三届全国政协外事委员会驻会副主任。2019年4月，任全国政协机关党组成员、办公厅研究室主任。2020年5月19日，任第十三届全国政协副秘书长。2022年8月24日，不再担任第十三届全国政协副秘书长。